# Filip VI. Španski
Filip VI. Španski (polno ime Felipe Juan Pablo Alfonso de Todos los Santos), španski kralj, * 30. januar 1968, Madrid, Španija.
Kralj Felipe je edini sin kralja Juana Carlosa I. in kraljice Sofije. Njegov oče se je 2. junija 2014 kot prvi španski kralj odpovedal prestolu, 19. junija 2014 pa ga je na prestolu nasledil Felipe. Poročen je z Letizio Ortiz Rocasolano (zdaj kraljico Letizio), s katero ima dve hčerki. Najstarejša hči princesa Leonor je naslednja v liniji nasledstva.

## Življenje
Felipe se je rodil v Madridu kot tretji otrok in edini sin infanta Juana Carlosa Španskega in princese Sofíe Grške in Danske. Nadškof Madrida, Casimiro Morcillo, ga je krstil 8. februarja 1968 v palači Zarzuela. Njegovo polno ime je Felipe Juan Pablo Alfonso de Todos los Santos, ki je sestavljeno iz imen prvega burbonskega kralja Španije, Filipa V., njegovih dedov, infanta Juana Španskega in kralja Pavla Grškega, in pradedka kralja Alfonza XIII. Španskega ter iz de Todos los Santos kot je običajno med Burboni. Njegovi botri so bili Juan, njegov dedek po očetovi strani, in kraljica Viktorija Evgenija Španska, njegova prababica po očetovi strani. Ima dve starejši sestri (Elena in Cristina).
Kmalu po rojstvu je dobil naziv infante, četudi njegov oče takrat še ni bil kralj. Vladajoči diktator, general Francisco Franco, je umrl dva meseca pred Filipovim osmim rojstnim dnevom in takrat je njegov oče zasedel španski prestol.
30. januarja 1986, ko je bil star 18 let, je Felipe v španskem parlamentu prisegel zvestobo ustavi in kralju in v celoti sprejel svojo vlogo v  nasledstvu prestola.
Felipe govori španščino, katalonščino, francoščino, angleščino, in nekaj grščine.

## Šport in olimpijske igre
Leta 1992 je nastopil na Poletnih olimpijskih igrah 1992 v Madridu v jadralskem razredu soling in zasedel šesto mesto. Bil je tudi zastavonoša Španije na otvoritveni slovesnosti olimpijade.
Felipe podpira klub Atlético Madrid vse od finalne igre Copa del Generalísimo leta 1976.
Felipe, ki je visok 197 cm, se je udeležil španska, evropska in olimpijska prvenstva v košarki.
Njegova mati kot stric sta bila člana grškega jadralnega moštva na poletnih olimpijskih igrah 1960 v Rimu (njegova mati je bila zamenjava), medtem kot sta bila Filipov oče in sestra španska olimpijska jadralca.

## Poroka in otroci
Kraljevi dvor je 1. novembra 2003 oznanil zaroko princa in Letizie Ortiz Rocasolano, ki je bila v tistem času televizijska voditeljica CNN-a in je bila v preteklosti že poročena. Poročila sta se 22. maja 2004 v Almudenski katedrali v Madridu. V zakonu sta se jima rodili dve hčerki:
- Leonor, princesa Asturska, rojena 31. oktobra 2005,
- Infanta Sofía, rojena 29. aprila 2007.

## Krščenci
Felipe ima sedem krščencev:
- Princ Ernest Augustus Hannovrski]], rojen 19. julija 1983, sin princa Ernesta Avgustusa Hanovrskega.
- Princ Constantine Alexios Grški in Danski, rojen 29. oktobra 1998, sin grškega prestolonaslednika Pavla.
- Princesa Sofia Vidinska Bulgarska, rojena 20. novembra 1999, hčerka princa Konstantina-Assena Bulgarskega.
- Miguel Urdangarín y de Borbón, rojen 30. aprila 2002, son njegove sestre infante Cristine.
- Princesa Ingrid Alexandra Norveška, rojena 21. januarja 2004, hčerka norveškega prestolonaslednika Haakona.
- Luis Felipe Gómez-Acebo y Ponte, rojen 1. julija 2005, sin njegovega bratranca Luisa Beltrána Ataúlfa Alfonsa Gómeza-Acebe y de Borbóna; Luis Beltrán je sin infante Pilar.
- Princ Vincent Danski, rojen 8. januarja 2011, sin danskega prestolonaslednika Friderika.

## Vladanje
Kralj Juan Carlos I. je 3. junija 2014 napovedal, da se bo 19. junija 2014 odpovedal prestolu v korist svojemu sinu Felipeju. Nekaj ur po odstopu kralja Juana Carlosa I., je Felipe postal novi kralj Španije.
Po nasledstvu na prestol je Felipe postal najmlajši evropski vladar.
Junija 2014 sta Felipe in Letizia postala prva španska monarha, ki sta sprejela in priznala LGBT organizacijo v palači. Njun prvi monarhski čezmorski obisk je bil 30. junija 2014 pri papežu Frančišku v Apostolski palači.
Februarja 2015 je Felipe oznanil, da bo zmanjšal svojo plačo za 20%.
Oktobra 2017, ko so se v Kataloniji odvijali veliki protestni shodi in protesti po katalonskem referendomu za neodvisnost, je kralj v kratkem, a ostrem televizijskem nagovoru narodu dejal, da katalonski voditelji delujejo zunaj vladavine prava, in obsodil "nesprejemljiv poskus odcepitve" Katalonije. Prav tako je dejal, da so "skušali zlomiti enotnost Španije" in da bi "takšno neodgovorno ravnanje lahko ogrozilo gospodarsko in socialno stabilnost Katalonije in celotne Španije".